# Fútbol en Mónaco

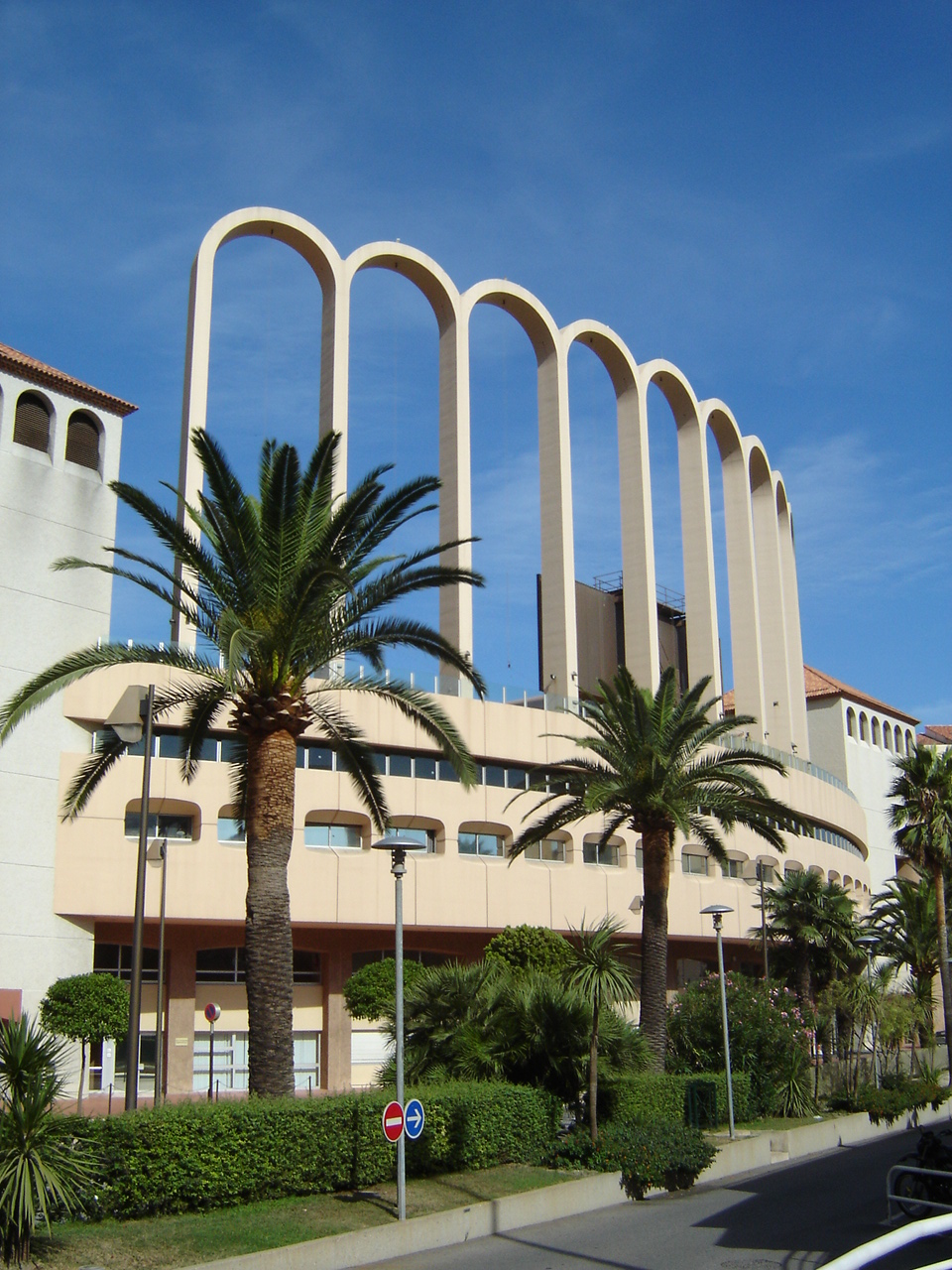
Estadio Luis II en Mónaco.

El fútbol es el uno de los deportes más populares en el Principado de Mónaco, disfrutando de gran popularidad junto con el automovilismo, la vela y tenis.

## Selección absoluta de Mónaco
Mónaco y la Ciudad del Vaticano son los únicos estados soberanos europeos no miembros de la UEFA, ni tampoco tienen un equipo nacional compitiendo a nivel europeo o en la clasificación para la Copa Mundial. La causa de esto es la carencia de una liga propia, ante el panorama territorial limitado que muestra su geografía. Mónaco eligió centrar sus fuerzas en el impulso de un equipo importante, que lograse honrar el nombre del principado y sus representantes/pobladores.

## Club de Fútbol

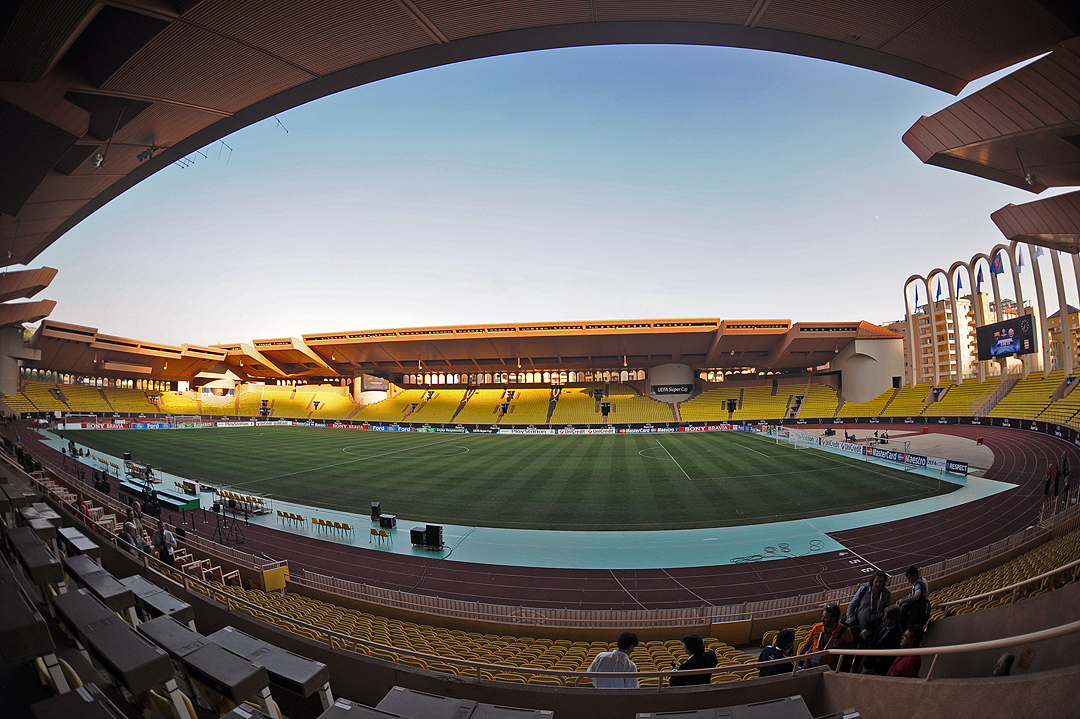
stade Louis II

El Fútbol del Principado está dominado por el AS Monaco, que fue fundado en 1919 y juega en la Ligue 1 francesa. Han ganado cinco veces la Copa de Francia y ocho la Ligue1. El club ha sido tradicionalmente respaldado fuertemente por la monarquía, recibiendo un gran apoyo financiero que le ha ayudado a competir contra equipos de ciudades mucho más grandes. Sus partidos como local se llevan a cabo en el Estadio Louis II, con una media de asistencia que a veces han sido tan bajas como 5.000 personas, lo que demuestra la necesidad de ayuda económica para competir con los equipos que atraen multitudes que superan varias veces esa cifra. En los últimos años la tendencia cambió bastante, ya que ciudadanos franceses de otras ciudades -cercanas en algunos casos y en otros no- han optado por seguir al conjunto monegasco. Ya puede verse un grupo de fanáticos en los partidos como visitantes y la media local aumentó considerablemente (alcanzado números de hasta 20.000 concurrentes en cotejos importantes).
En 2004, fue subcampeón en la Liga de Campeones de la UEFA al caer frente al FC Porto. Su éxito y los grandes subsidios financieros que reciben han provocado ocasionales malas reacciones, que incluso han llegado a duras propuestas por los clubes rivales en la Liga 1, para que el AS Monaco no se le permita calificar hacia competencia europea de la Liga francesa, con algunos incluso sugiriendo que debería ser expulsado de fútbol francés por completo.
Una propuesta que se ha sugerido es que el AS Monaco debería seguir funcionando en el sistema francés de la liga, pero participando en un torneo anual de calificación para ganarse el derecho de representar a Mónaco en la competición europea, Esta solución requeriría  que el Principado obtuviese la condición de miembro pleno o asociado de la UEFA en primer lugar.

## Supercopa y Sorteo de la UEFA
Mónaco acogió la Supercopa de Europa desde 1998 al 2012, entre los ganadores de la Liga de Campeones de la UEFA y la UEFA Europa League, que ofreció al Principado un alto perfil internacional. Mónaco también es la sede para el sorteo de la Liga de Campeones.